# Elthusa atlantniroi
Elthusa atlantniroi là một loài chân đều trong họ Cymothoidae. Loài này được Kononenko miêu tả khoa học năm 1988.